# Pacifico Ceresa
Pacifico Bernardo Maria Ceresa (Venezia, 15 maggio 1833 – Venezia, 29 ottobre 1905) è stato un imprenditore e politico italiano.

## Biografia
Di umili origini, impiegato per anni come rappresentante di commercio, fa il salto di qualità entrando come socio nel già affermato canapificio di Andrea Antonini, specializzato nella filatura della canapa e nella produzione dei cordami con forniture garantite dalle Ferrovie e dal Ministero della Marina. Antonini è suo amico di famiglia e assieme al fratello Giacomo decide di investire nel potenziamento dell'industria (in particolare nella costruzione di un nuovo stabilimento) i cospicui risparmi messi da parte in anni di lavoro. La prima pietra viene posata nel 1882, più o meno contemporaneamente ad un cambiamento dell'assetto societario che vede la nascita del "canapificio veneto Antonini Ceresa Zorzetto" in forma di società in nome collettivo e con capitale di 3.750.000 lire. Morto Giacomo, il senatore Ceresa lascia il posto ai suoi nipoti, Luigi e Giuseppe Ceresa, per dedicarsi a tempo pieno all'attività politica e alla Camera di Commercio di Venezia, di cui è presidente fino al 1897. È stato consigliere comunale di Venezia dal 1870 alla scomparsa.